# Le Retour du roi
Pour les articles homonymes, voir Le Retour du roi (homonymie).
Le Retour du roi (The Return of the King) est la troisième et dernière partie du roman Le Seigneur des anneaux de l'écrivain britannique J. R. R. Tolkien. Il est paru chez Allen & Unwin au Royaume-Uni le 20 octobre 1955, et chez Houghton Mifflin aux États-Unis le 5 janvier 1956.

## Résumé

### Livre V
Le premier Livre de Le Retour du roi suit le parcours des personnages autres que Frodon et Sam, essentiellement à travers les yeux de Merry et Pippin. Au tout début du livre, Pippin arrive à Minas Tirith avec Gandalf où l'on découvre le royaume autrefois étincelant de Númenor mais maintenant sur le déclin : le Gondor. La cité blanche s'apprête à subir la plus grande bataille du Troisième Âge.
Parallèlement, Aragorn s'enfonce dans le Dwimorberg avec ses fidèles amis Legolas et Gimli ainsi que les Dúnedain et les fils d'Elrond pour rallier l'armée des Morts à sa cause, en rappelant à son roi le serment qu'il avait fait à son ancêtre Isildur. Pendant ce temps, les Rohirrim, avec qui l'on retrouve Merry, s'apprêtent à chevaucher au secours de Minas Tirith.
À Minas Tirith, commence le siège du Gondor où Sauron lance sur la cité blanche son armée d'innombrables Orques, Trolls et autres créatures maléfiques. Les Rohirrim arrivent alors que la bataille était déjà engagée et commence alors la bataille des Champs du Pelennor où les cavaliers du Rohan se heurtent aux Haradrim, aux Orientaux et aux puissants mûmakil. La bataille prend alors une tournure favorable pour les Hommes de l'Ouest. Les corsaires d'Umbar qui devaient venir renforcer les troupes du Mordor ont été vaincus par l'armée des Morts. Aragorn et ses compagnons arrivent par les navires des pirates et la grande bataille devant les portes de Minas Tirith est remportée par les armées de l'Ouest.
Après une longue délibération, Aragorn, maintenant roi du Gondor décide d'offrir une chance à Frodon d'atteindre la Montagne du Destin et, à la tête de ses dernières troupes, il se rend à la Porte Noire. Le Livre se termine sur Pippin perdant connaissance à l'arrivée des Aigles avec parmi eux Gwaihir, le Seigneur des Vents.

### Livre VI
Frodon et Sam achèvent leur quête, et après une traversée éprouvante du plateau de Gorgoroth et une lutte acharnée contre Gollum, l'Anneau est détruit dans les flammes de la Montagne du Destin. Sauron est définitivement anéanti, condamné à errer sous la forme d'un esprit inoffensif. Après plusieurs semaines de festivités, les membres de la communauté de l'Anneau retournent chez eux. En arrivant dans la Comté, Frodon, Sam, Merry et Pippin trouvent cette dernière ravagée par des brigands à la solde de Saroumane qui se terre dans Cul-de-Sac avec son serviteur Gríma Langue-de-Serpent. Les quatre Hobbits soulèvent une révolte de leurs semblables, renversent le brigand et s'apprêtent à investir Cul-de-Sac. Saroumane est alors assassiné par Gríma qui est tué à son tour par des archers Hobbits.
La Comté se remet vite du mal qui s'y est produit et connaîtra aussi rapidement une période florissante. Mais Frodon, blessé physiquement et mentalement, ne peut apprécier ce renouveau. Il finit par faire voile vers l'Ouest avec Bilbon pour y trouver la paix, accompagné des porteurs des Anneaux, Galadriel, Elrond et Gandalf. Ainsi s'achève le Troisième Âge et Le Seigneur des anneaux.

### Appendices
- L'appendice A relate brièvement l'histoire des royaumes d'Arnor et de Gondor, ainsi que celle des Rohirrim et du peuple de Durin.
- L'appendice B est une chronologie des Second et Troisième Âges.
- L'appendice C réunit plusieurs arbres généalogiques hobbits.
- L'appendice D détaille les calendriers en vigueur sur la Terre du Milieu.
- L'appendice E donne des tables de cirth et de tengwar et explique le fonctionnement de ces deux systèmes d'écriture.
- L'appendice F est consacré aux langues de la Terre du Milieu.

## Écriture
J. R. R. Tolkien achève Les Deux Tours en mai 1944. Alors l'inspiration lui manque. Le 12 août, il écrit à son fils Christopher : « Toute inspiration pour [Le Seigneur des anneaux] s'est complètement tarie, et j'en suis au même point qu'au printemps, avec toute l'inertie à surmonter de nouveau. Quel soulagement ce serait d'en finir ». En octobre, Tolkien commence le Livre V, certain qu'il s'agira du dernier. Il n'avance que très peu dans la rédaction jusqu'en septembre 1946 où il progresse véritablement. Il achève le Livre V en octobre 1947, ce qui donne lieu, comme auparavant avec les Livres précédents, à maintes corrections et rectifications de ces derniers.
Le Retour du roi est achevé entre la mi-août et la mi-septembre 1948. L'épilogue du livre est alors centré sur Sam Gamegie et ses enfants mais Tolkien se laisse convaincre de l'omettre.
Les brouillons de Le Retour du roi ont été publiés par Christopher Tolkien dans les tomes 8 et 9 de l’Histoire de la Terre du Milieu non traduits en français : The War of the Ring (1990) et Sauron Defeated (1992).

## Publication
L'auteur n'avait pas conçu son roman comme une trilogie. La maison d'édition Allen & Unwin a décidé de le couper en trois tomes pour des questions de longueur et a demandé à Tolkien de chercher des sous-titres. Ils tombent finalement d'accord sur Le Retour du roi (The Return of the King) bien que Tolkien trouve que ce titre en révélait trop sur l'histoire et proposait plutôt La Guerre de l'anneau (The War of the Ring).
Le roman est paru chez Allen & Unwin au Royaume-Uni le 20 octobre 1955, et chez Houghton Mifflin aux États-Unis le 5 janvier 1956.

## Traduction
Le Retour du roi est traduit en français par Francis Ledoux en 1973. Les appendices n'ont été traduits qu'en 1986, par Tina Jolas.
Une nouvelle traduction réalisée par Daniel Lauzon est publiée en octobre 2016. C'est la suite de la retraduction commencée avec Le Hobbit (publiée en 2012) et poursuivit avec La Fraternité de l'Anneau (en 2014) et Les Deux Tours (en 2015).

## Accueil critique
W. H. Auden en fait une critique enthousiaste à sa sortie, dans The New York Times.

## Adaptations

### Films
Le Seigneur des anneaux : Le Retour du roi est un film néo-zélandais réalisé par Peter Jackson en 2003. Il détient le record de 11 Oscars reçus en 2004.
Jeux vidéo
Le Seigneur des anneaux : Le Retour du roi est un jeu vidéo d'action d'Electronic Arts basé sur le film de Peter Jackson. Il est disponible depuis 2003 sur PlayStation 2, Xbox, Game Cube, Game Boy Advance et PC.